# Archaeosporales
Archaeosporales — порядок грибів класу Гломероміцети (Glomeromycetes). Гриби можуть утворювати арбускулярну мікоризу з трав'яними рослинами або знаходяться у ендоцитозному симбіозі з ціанобактеріями.

## Класифікація
Родина Ambisporaceae

- Рід Ambispora
  - Ambispora appendicula
  - Ambispora callosa
  - Ambispora fennica
  - Ambispora gerdemannii
  - Ambispora granatensis
  - Ambispora leptoticha

Родина Archaeosporaceae

- Рід Archaeospora
  - Archaeospora gerdemannii
  - Archaeospora leptoticha
  - Archaeospora schenckii
  - Archaeospora trappei

Родина Geosiphonaceae

- Рід Geosiphon
  - Geosiphon pyriformis